# Shikitei Sanba
Shikitei Sanba est un nom japonais traditionnel ; le nom de famille (ou le nom d'école), Shikitei, précède donc le prénom (ou le nom d'artiste).
Shikitei Sanba (式亭 三馬; 1776 à Edo (aujourd'hui Tokyo); 27 février 1822) est un écrivain japonais du genre gesaku.

## Noms
Son véritable nom est Kikuchi Taisuke (菊地 泰輔). Son nom de majorité (azana) est Hisanori (久徳). Aussi connu sous le nom Nishimiya Tasuke (西宮 太助), il utilise pour ses ouvrages gesaku de nombreux autres pseudonymes, comme Yūgidō (遊戯堂), Shiki Sanjin (四季山人), Honchōan (本町庵), Sharakusai (洒落斎), Kokkeidō (滑稽堂), Gesakusha (戯作舎) etc..

## Biographie
Depuis des générations les ancêtres de Shikitei sont des prêtres shintoïstes sur Hachijō-jima, Son père, cependant, est le sculpteur sur bois Kikuchi Mohe (菊地 茂兵衛) à Tawaramachi, Asakusa, Edo (de nos jours Kaminarimon, Taitō). À l'âge de neuf ans, il commence à travailler dans une librairie et ce jusqu'à ses dix-sept ans. Puis il publie ses premiers travaux en 1794, les kibyōshi Tendō ukiyo suiseisō (天道浮世出星操) et Ningen isshin shitaisō (人間一心覗替繰).
Bien qu’il écrive des ouvrages de différents genres gesaku, Shikitei est surtout connu comme auteur de kibyōshi et kokkeibon. En tant qu’auteur kibyōshi, il utilise particulièrement le Gōkan illustré, qui représente souvent une adaptation de pièces kabuki ou jōruri. Au tournant du siècle paraissent les trois pièces Yakusha gakuyatsū (1799), Yakusha sangaikyō (1801) et Shibai kinmōzui (1803), toutes illustrées par Utagawa Toyokuni.
Il est célèbre principalement pour deux œuvres kokkeibon humoristiques : Ukiyo-buro en quatre parties (浮世風呂, « l'établissement de bains du monde flottant »), écrit de 1809 à 1819, et Ukiyo-doko (浮世床, « le barbier du monde flottant »), paru ensuite.

## Source
- (en) Barbara Cross, Representing Performance in Japanese Fiction : Sikitei Sanba (1776–1822), SOAS Literary Review AHRB Centre Special Issue, 2004 (lire en ligne)

## Source de la traduction
- (de) Cet article est partiellement ou en totalité issu de l’article de Wikipédia en allemand intitulé « Shikitei Samba » (voir la liste des auteurs).